# Linea di Hajnal

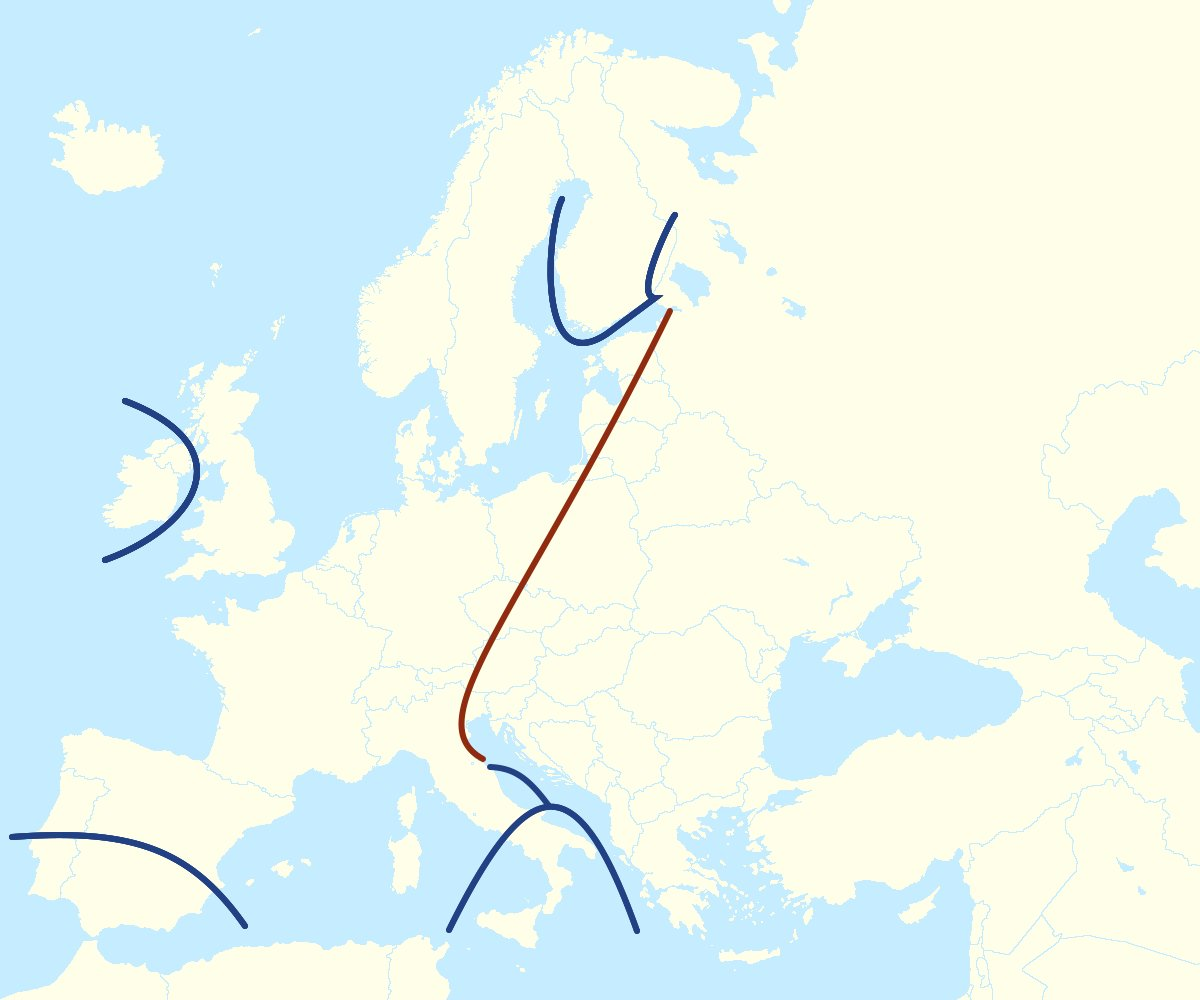
In rosso: la linea di Hajnal. In blu: zone ad ovest della linea con andamento nuziale simile alla macroarea est.

La Linea di Hajnal è una linea immaginaria passante per Trieste (Italia) e San Pietroburgo (Russia) volta a suddividere l'Europa in due macroaree distinte per il loro tasso di nuzialità.
Descritta dall'economista e matematico anglo-ungherese John Hajnal nel 1965 nel suo European marriage pattern in historical perspective ad ovest della linea si trova una macroarea dove il matrimonio avviene mediamente in età più avanzata (oltre i 24 anni per le donne ed altre i 26 per gli uomini) rispetto alle zone che si trovano ad est della linea (entro i 22 anni per le donne i 24 per gli uomini). Differente anche la percentuale di donne nubili e uomini celibi ad ovest, intorno al 10%, rispetto alla percentuale del 5% ad est della linea.
Conseguenza di questa differenza descritta dalla linea fu una sostanziale differenza di natalità tra il XVIII secolo e il XIX secolo tra i paesi dell'est Europa e quelli dell'Europa occidentale.

## Fonti
- HAJNAL, John (1965): European marriage pattern in historical perspective en D.V. Glass and D.E.C. Eversley, (eds.) Population in History, Arnold, Londres.